# Kendall Gray
Kendall Gray (Merced (California), 5 de mayo de 1992) es un jugador de baloncesto estadounidense, nacionalizado ruandés, que pertenece a la plantilla del REG BBC. Mide 2,08 metros de altura y ocupa la posición de pívot. 

## Trayectoria

### Instituto
Gray nació en Merced (California), pero creció en Dover (Delaware). Tuvo tres ofertas de equipos universitarios mientras jugaba en el Polytech High School en Woodside, Delaware. En 2010 llevó al equipo a ser campeones de la Henlopen Conference Southern Division. En su último año promedió 15 puntos, 12 rebotes y 11 tapones por partido. Después, se comprometió con la Universidad de Delaware State.

### Universidad
Aunque en su primer año solo jugó 17 partidos, ganó dos premios de Jugador Defensivo de la Semana de la Mid-Eastern Athletic Conference. Era el 9 taponador de la NCAA con 54 antes de lesionarse. Sin ninguna lesión en las siguientes tres temporadas, sus estadísticas mejoraron año a año. Como júnior, en 2013-14 promedió 11,5 puntos, 7,9 rebotes y 2,7 tapones por partido y fue elegido en el Second Team All-MEAC. En la 2014-15, aumentó sus promedios a 12,3, 12,4 y 2,8, respectivamente. El 5 de marzo de 2015, Gray anotó 33 puntos, y cogió 30 rebotes contra los Coppin State Eagles. Era el mayor número de rebotes en los últimos 10 años de toda la Division I de la NCAA, y él se convirtió en el séptimo jugador en las últimas 40 temporadas en coger al menos 30 rebotes en un partido. Al día siguiente, la Mid-Eastern Athletic Conference nombró a Gray Jugador del Año y Jugador Defensivo del Año. Se unió a Kyle O'Quinn como los dos únicos jugadores en la historia de la conferencia en ganar ambos premios en la misma temporada. Ha sido el cuarto jugador de la historia de la universidad en ser nombrado Jugador del Año de la Mid-Eastern Athletic Conference. Hasta el 9 de marzo de 2015, era el máximo reboteador de la Division I de la NCAA, con 12.4 rebotes por partido.

### Profesional
La temporada 2015-16 la jugó en las filas del medi Bayreuth alemán, en la que fue su primera experiencia como profesional.
En octubre de 2023, Gray se unió al club ruandés REG BBC para la temporada 2023-24, para comenzar su segunda etapa en la Liga de Baloncesto de Ruanda.

## Selección nacional
A comienzos de 2022 el pívot se nacionalizó ruandés para incorporarse a la selección de baloncesto de Ruanda.